# DeNica Fairman
DeNica Fairman (* 24. Mai 1962 in Victoria, British Columbia) ist eine kanadische Schauspielerin, die vor allem im Vereinigten Königreich tätig ist.

## Leben und Wirken
DeNica Fairman ist die Tochter des Schauspielers Blain Fairman (* 1941) und wuchs in Victoria auf, wo sie ihren Schulabschluss machte.
Anfang der 1980er-Jahre zog sie nach London, wo sie bis 1983 ihre Schauspielausbildung an der Royal Academy of Dramatic Art absolvierte. Seit 1985 hat sie als Schauspielerin vor der Kamera in mehr als 30 Film- und Fernsehproduktionen mitgewirkt, darunter oftmals in Fernsehserien wie beispielsweise in The Bill.
Einen großen Bekanntheitsgrad erlangte Fairman vor allem im Jahr 1990 durch ihre Rolle als Eva Braun in der britischen Sitcom (Britcom) Heil Honey I’m Home!, welche jedoch aufgrund verheerender Kritiken nach der Pilotfolge bereits wieder aus dem Programm genommen wurde.
Fairman war zeitweise auch als Synchronsprecherin für Anime-Zeichentrickserien tätig.

## Filmografie (Auswahl)
- 1990: Heil Honey I’m Home! (Sitcom, 1 Folge)
- 1993: The Bill (Fernsehserie, 1 Folge)
- 2006: 9/11 – Die letzten Minuten im World Trade Center